# Perizoma minorata
Perizoma minorata là một loài bướm đêm thuộc họ Geometridae. Loài này có ở hầu hết châu Âu
Sải cánh dài 16–20 mm. Có một lứa một năm con trưởng thành bay từ the end of tháng 6 đến tháng 8.
Ấu trùng ăn các loài Euphrasia. They feed on hạt đang phát triển. The larvae can be có ở tháng 8 đến tháng 9. Chúng qua mùa đông dưới dạng nhộng.

## Phụ loài
- Perizoma minorata minorata
- Perizoma minorata ericetata Stephens, 1831
- Perizoma minorata norvegica Prout, 1906

## Hình ảnh

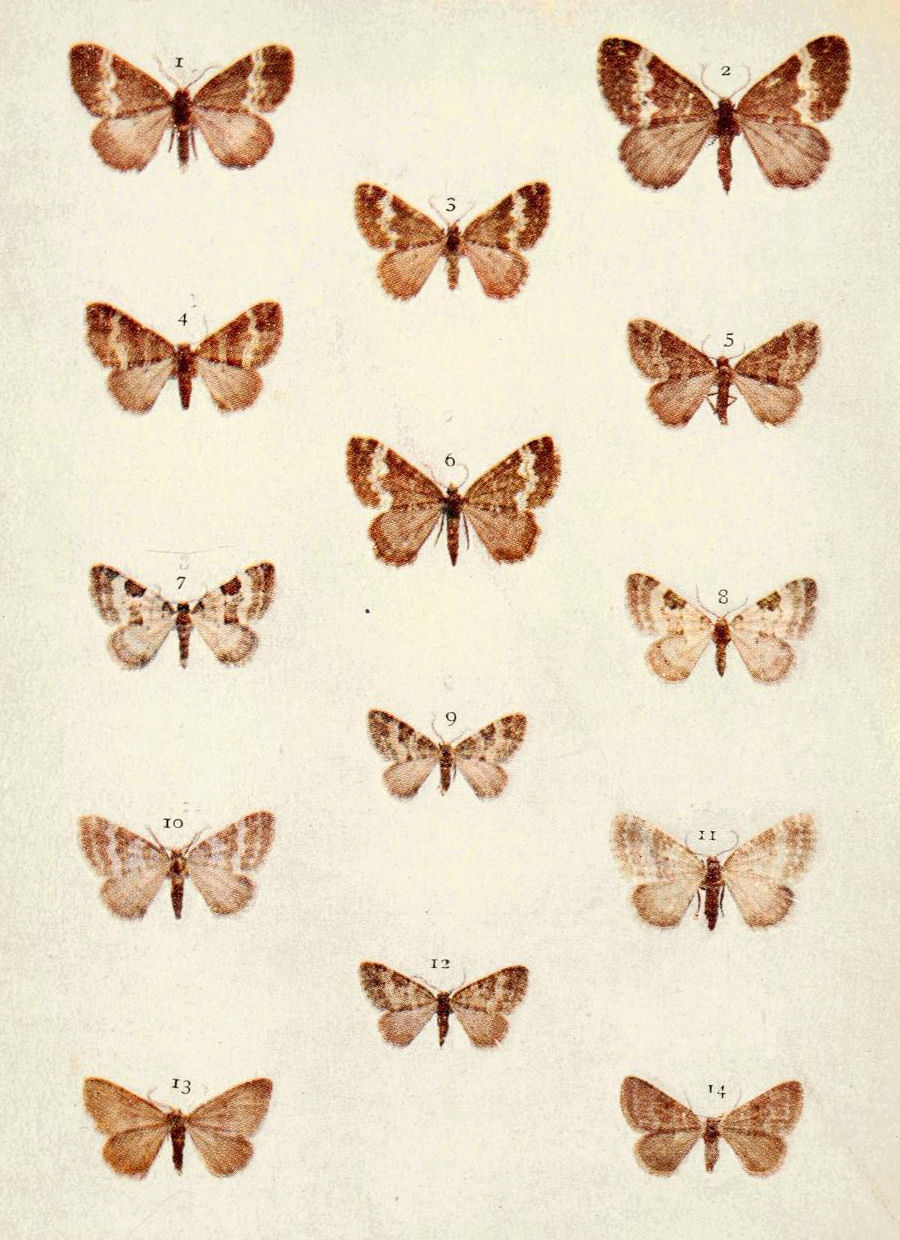